# Flanders Ladies Trophy Koksijde
Il Flanders Ladies Trophy Koksijde è un torneo professionistico di tennis giocato su campi in terra rossa. Fa parte dell'ITF Women's Circuit. Si gioca annualmente a Koksijde in Belgio.

## Albo d'oro

### Singolare
| Anno | Campionessa      | Finalista       | Punteggio |
| ---- | ---------------- | --------------- | --------- |
| 2011 | Kiki Bertens     | Elica Kostova   | 6–2, 6–1  |
| 2012 | Annika Beck      | Bibiane Schoofs | 6–1, 6–1  |
| 2013 | Richèl Hogenkamp | Irena Pavlović  | 6–4, 6–1  |

### Doppio
| Anno | Campionesse                       | Finaliste                          | Punteggio        |
| ---- | --------------------------------- | ---------------------------------- | ---------------- |
| 2011 | Kim Kilsdonk Nicolette van Uitert | Elyne Boeykens Nicky van Dyck      | 5–7, 6–3, [10–8] |
| 2012 | Diana Buzean Daniëlle Harmsen     | Myrtille Georges Céline Ghesquière | 3–6, 6–3, [10–5] |
| 2013 | Magali Kempen Nicky Van Dyck      | Marie Benoît Kimberley Zimmermann  | 6–3, 7–6(3)      |